# Felix Augustin
Paul Felix Augustin (auch Felix Paul Augustin; * 1884 in Lausanne, Schweiz; † 1973 in Amsterdam) war ein niederländischer Germanist und literarischer Übersetzer sowie Schulbuchautor.

## Leben und Wirken
Paul Felix Augustin wurde 1884 als Sohn des Verkäufers Volmar Jules Édouard Wilhelm Jean Augustin und dessen Ehefrau Mathilde Jeanne Weltert in Lausanne geboren. Er wuchs jedoch in Amsterdam auf. Dort heiratete er am 15. April 1909 die Kostümschneiderin Alida Swanenveld. Zum Zeitpunkt seiner Heirat war er 25 Jahre alt; in der Heiratsurkunde wird sein Beruf mit „Lehrer für die deutsche Sprache“ angegeben. Die Ehe wurde am 21. Januar 1927 rechtskräftig geschieden.
In den 1920er Jahren verließ er die Niederlande und ging nach Leipzig, wo er Hauptredakteur der dort erscheinenden Zeitschrift Das Neue Blatt war. In dieser Zeitschrift veröffentlichte auch seine spätere zweite Ehefrau, die Schriftstellerin Elisabeth Augustin, Kurzgeschichten. 1927 heiratete das Paar. Bereits in den späten 1920er Jahren übersetzten sie gemeinsam niederländische Literatur ins Deutsche. 
Nach der Machtübernahme der Nationalsozialisten floh das Ehepaar im Frühsommer 1933 aus Deutschland in die Niederlande. Paul Felix Augustin reiste dabei voraus, um eine Wohnung zu suchen; seine Frau und die beiden Kinder folgten ihm kurze Zeit später. In Amsterdam war Paul Felix Augustin weiterhin als Übersetzer und Autor tätig. Gemeinsam mit seiner Frau übertrug er zahlreiche Werke aus dem Niederländischen ins Deutsche. Darüber hinaus übersetzte er, teils gemeinsam mit seiner Frau, auch literarische Werke ins Niederländische, etwa den Bienenroman von Georg Rendl. Zudem verfasste er mehrere Schulbücher für den Deutschunterricht an niederländischen Schulen.
Während der deutschen Besetzung der Niederlande im Zweiten Weltkrieg war die Familie erheblichen Belastungen ausgesetzt; Paul Felix Augustin konnte seinen Beruf als Deutschlehrer kaum noch ausüben, da die Nachfrage nach Deutschunterricht stark zurückging. Die Familie überlebte unter schwierigen Bedingungen, insbesondere während des sogenannten „Hungerwinters“ 1944/45.
Paul Felix Augustin starb 1973 in Amsterdam.

## Werke (Auswahl)
Lehrbücher
- Hedendaagsche Duitsche letterkunde. Uitgevers-Maatschappij Kosmos, Amsterdam 1941.
- Die deutsche Umgangssprache in Ernst und Scherz. Ein Übungs- und Lesebuch für höhere Lehranstalten. Kosmos, Amsterdam 1943.

Übersetzungen
- Antoon Coolen: Brabanter Volk. Roman (Wiesbaden: 1946) [gemeinsam mit Elisabeth Augustin]
- A. den Doolaard: Orient-Express, Roman [Übertr. aus d. Holländ. von Elisabeth und Felix Augustin], Querido Verlag, Amsterdam 1935 (DNB 992260914).